# Svenska fabriksarbetareförbundet
Svenska fabriksarbetareförbundet, kortform Fabriks,  var ett svenskt fackförbund inom Landsorganisationen (LO) som ursprungligen bildades 1891 under namnet Södra distriktets grovarbetareförbund. Andra namnformer har varit: Sveriges grovarbetareförbund, Svenska grov- och fabriksarbetareförbundet och Svenska fabriksarbetareförbundet. 
Efter 1949 då byggnadsgrovarbetarna lämnat förbundet organiserade det arbetare inom byggnadsämnesindustrin, kemiska och kemisk-tekniska industrierna, gummi-, glas-, porslins- och keramiska industrierna jämte socker-, tvätt-, tändsticks- och explosivämnesindustrierna samt därtill många andra mindre branscher. 
År 1993 sammanslogs Beklädnadsarbetarnas förbund och Svenska fabriksarbetareförbundet till Industrifacket, vilket 2005 i sin tur gick samman med Svenska metallindustriarbetareförbundet och bildade Industrifacket Metall.

## Bakgrund
Förbundets medlemmar hämtades till en början främst bland grovarbetare och s.k. arbetsmän, som inte släpptes in i yrkesarbetarnas föreningar, även om de var anställda på samma arbetsplats. De arbetade ofta inom byggnads, hamn och transport och saknade facklig erfarenhet och tradition. Därför utvecklades förbundet långsamt de första åren, men då riksorganisationen bildats så ökade fabriksarbetarna i antal så att namnbytet 1901 blev motiverat. 
Under åren har medlemsantalet växlat starkt. Olika arbetargrupper har kommit och gått. Hamn-, kommunal-, transport-, väg-, pappersarbetarna m.fl. lämnade för att bilda egna organisationer. Sammanlagt elva fackförbund har bildats av grupper som tidigare ingått i Grov och fabriks.

## Historia
- 1885 bildades Malmö arbetsmannafackförening som den första varaktiga organisationen inom området.
- 1891 tog Hälsingborgs arbetsmannafackförening initiativ till bildandet av det regionala Södra distriktets grovarbetareförbund som omfattade sju fackföreningar med 419 medlemmar. Dess förste ordförande blev A. Hemberg.
- 1895 blev förbundet landsomfattande och namnet byttes till Sveriges grovarbetareförbund. En strejkkassa inrättades samma år.
- 1898 övergick hamnarbetarna till Svenska transportarbetareförbundet.
- 1901 bytte man återigen namn, nu till Svenska grov- och fabriksarbetareförbundet
- 1903 bröt sig hattarbetarna ut och bildade Svenska hattarbetareförbundet.
- 1907 uppgick Svenska glasarbetareförbundet i förbundet.
- 1909 medförde storstrejken att förbundets medlemsantal halverades.
- 1910 bröt sig kommunalarbetarna ut och bildade Svenska kommunalarbetareförbundet.
- 1914 lämnade rallarna förbundet och bildade Svenska väg- och vattenbyggnadsarbetareförbundet.
- 1918 bildade skorstensfejarna, som tidigare försökt bilda eget 1900-1902, Svenska skorstensfejeriarbetareförbundet.
- 1920 bröt sig pappersindustriarbetarna ut och bildade Svenska pappersindustriarbetareförbundet.
- 1923 hade förbundet 31977 medlemmar. [1]
- 1941 inrättades en arbetslöshetskassa.
- 1946 upphörde Svenska kakel- och plattarbetareförbundet och medlemmarna gick med i Grov- och fabriks.
- 1949 bildas Svenska byggnadsarbetareförbundet enligt industriförbundsprincipen. Det medförde att 47000 byggnadsgrovarbetare övergick dit och följdriktigt ändrades förbundets namn då till Svenska fabriksarbetareförbundet.
- 1950 hade förbundet 557 avdelningar med 61328 medlemmar.
- 1961 uppgick De förenade förbunden i Fabriks.
- 1970 tillkom delar av Svenska stenindustriarbetareförbundet
- 1980 hade förbundet 102640 medlemmar, varav 71719 män och 30921 kvinnor. [1]
- 1993 sammanslogs Fabriks med Beklädnadsarbetarnas förbund och Industrifacket bildades.

### Fotnoter
1. 1 2  Nordin, Rune (1981). Den fackliga arbetarrörelsen. 1, Uppkomst och utveckling (1. uppl.). Stockholm: Prisma i samarbete med Landsorganisationen i Sverige. Libris 256335. ISBN 91-518-1470-6 (inb.)

## Webbkällor
- IF Metall: Historik